# Бирикчуль
Бирикчу́ль (хак. Пирік чул) — село в Аскизском районе Республики Хакасии Российской Федерации. Административный центр Бирикчульского сельсовета. Железнодорожная станция Бирикчуль Красноярской железной дороги.

## Топоним
Ойконим происходит от хакасского гидронима хак. Пирік чул — «труднопроходимая река».
В городе Абакане и посёлке Верхняя Тёя есть Бирикчульская улица, а в Красноярске – Бирикчульский переулок.

## География
Расположено на правом и левом берегах реки Аскиз, при впадении её притока р. Большая Бирикчуль, вдоль автодороги 95Н-202 и железной дорогой Южно-Сибирской магистрали,  в 60 км от райцентра — села Аскиз, в 160 км от г. Абакан, республиканского центра.  
По станционному посёлку протекает ручеёк из двух одинаковых букв: «Юю».

## История
Образование села в 1949 связано со строительством железной дороги Абакан —Междуреченск (Кемеровская область) в 1947. Вновь образованный посёлок был назван Бирикчуль. Решение об отнесении посёлка Бирикчуль к категории рабочих посёлков было принято в 1957.

## Население
| 1959   | 1970  | 1979  | 1989  | 2002  | 2010  |
| ------ | ----- | ----- | ----- | ----- | ----- |
| 11 948 | ↘5119 | ↘4363 | ↘4327 | ↘2676 | ↘2519 |

### Национальный состав
население — 2674 чел. (01.01.2004), в том числе русские (97,5 %), хакасы.

## Инфраструктура
Личное подсобное хозяйство с зоной сельскохозяйственного использования, индивидуальная застройка усадебного типа. Число хозяйств — 1105 (2004).
На территории посёлка находились промышленные предприятия: Аскизский леспромхоз треста «Хакаслес», лестрансхоз, Аскизский лесхоз, колонна Строительно-монтажный поезд 183, ж.-д. станция.
Дом культуры. Бирикчульская средняя общеобразовательная школа. Детский сад, ясли. Отделение почтовой связи № 655720.

## Достопримечательности
На въезде в посёлок находится стенд «Добро пожаловать в Бирикчуль!» и карта мира, где отмечен единственный населённый пункт, нет Австралии и Чукотки, Африка расколота на две части, есть три новых моря прямо посреди Евразии.

## Транспорт
Развит автомобильный и железнодорожный транспорт.
Остановки общественного транспорта находится в восточной части села. Станция Бирикчуль находится в центре села.